# A Voltron: A legendás védelmező epizódjainak listája
Ez a lap a Voltron: A legendás védelmező című sorozat epizódjainak listáját tartalmazza.

## Évados áttekintés
| Évad | Évad | Epizódok | Eredeti sugárzás    | Eredeti sugárzás    | Magyar sugárzás   | Magyar sugárzás    |
| Évad | Évad | Epizódok | Évadpremier         | Évadfinálé          | Évadpremier       | Évadfinálé         |
| ---- | ---- | -------- | ------------------- | ------------------- | ----------------- | ------------------ |
|      | 1    | 13       | 2016. június 10.    | 2016. június 10.    | 2018. április 4.  | 2018. április 16.  |
|      | 2    | 13       | 2017. január 20.    | 2017. január 20.    | 2018. április 17. | 2018. április 29.  |
|      | 3    | 7        | 2017. augusztus 4.  | 2017. augusztus 4.  | 2018. október 8.  | 2018. október 14.  |
|      | 4    | 6        | 2017. október 13.   | 2017. október 13.   | 2018. október 15. | 2018. október 20.  |
|      | 5    | 6        | 2018. március 2.    | 2018. március 2.    | 2018. október 21. | 2018. október 26.  |
|      | 6    | 7        | 2018. június 15.    | 2018. június 15.    | 2018. október 27. | 2018. november 1.  |
|      | 7    | 13       | 2018. augusztus 10. | 2018. augusztus 10. | 2019. október 28. | 2019. november 12. |
|      | 8    | 13       | 2018. december 14.  | 2018. december 14.  | 2019. november 1. | 2019. november 6.  |

## Epizódok

### 1. évad (2016)
| #   | #   | Eredeti cím                 | Magyar cím               | Rendezte                                           | Írta            | Eredeti premier  | Magyar premier    |
| --- | --- | --------------------------- | ------------------------ | -------------------------------------------------- | --------------- | ---------------- | ----------------- |
| 1.  | 1.  | The New Alliance            | Az új szövetség          | Joaquim Dos Santos, Lauren Montgomery, Ki Hyun Ryu | Tim Hedrick     | 2016. június 10. | 2018. április 4.  |
| 2.  | 2.  | From Days of Long Ago       | Hajdanvolt napok         | Eugene Lee                                         | Joshua Hamilton | 2016. június 10. | 2018. április 5.  |
| 3.  | 3.  | Defenders of the Universe   | Az univerzum védelmezői  | Steve In-Chang Ahn                                 | May Chan        | 2016. június 10. | 2018. április 6.  |
| 4.  | 4.  | Some Assembly Required      | Némi segítséggel         | Ki Hyun Ryu                                        | Tim Hedrick     | 2016. június 10. | 2018. április 7.  |
| 5.  | 5.  | Return of the Gladiator     | A gladiátor visszatérése | Eugene Lee                                         | Joshua Hamilton | 2016. június 10. | 2018. április 8.  |
| 6.  | 6.  | Fall of the Castle of Lions | Az oroszlános vár bukása | Steve In-Chang Ahn                                 | Tim Hedrick     | 2016. június 10. | 2018. április 9.  |
| 7.  | 7.  | Tears of the Balmera        | Balmera könnyei          | Chris Palmer                                       | Joshua Hamilton | 2016. június 10. | 2018. április 10. |
| 8.  | 8.  | Taking Flight               | Úton                     | Eugene Lee                                         | Tim Hedrick     | 2016. június 10. | 2018. április 11. |
| 9.  | 9.  | Return to the Balmera       | Visszatérés a Balmerára  | Steve In-Chang Ahn                                 | May Chan        | 2016. június 10. | 2018. április 12. |
| 10. | 10. | Rebirth                     | Újjászületés             | Chris Palmer                                       | Joshua Hamilton | 2016. június 10. | 2018. április 13. |
| 11. | 11. | Crystal Venom               | A kristály mérge         | Eugene Lee                                         | May Chan        | 2016. június 10. | 2018. április 14. |
| 12. | 12. | Collection and Extraction   | Begyűjtés és kimenekítés | Steve In-Chang Ahn                                 | Tim Hedrick     | 2016. június 10. | 2018. április 15. |
| 13. | 13. | The Black Paladin           | A fekete lovag           | Chris Palmer                                       | Joshua Hamilton | 2016. június 10. | 2018. április 16. |

### 2. évad (2017)
| #   | #   | Eredeti cím             | Magyar cím            | Rendezte           | Írta             | Eredeti premier  | Magyar premier    |
| --- | --- | ----------------------- | --------------------- | ------------------ | ---------------- | ---------------- | ----------------- |
| 14. | 1.  | Across the Universe     | Az univerzumon át     | Steve In-Chang Ahn | May Chan         | 2017. január 20. | 2018. április 17. |
| 15. | 2.  | The Depths              | A mélység             | Eugene Lee         | Joshua Hamilton  | 2017. január 20. | 2018. április 18. |
| 16. | 3.  | Shiro's Escape          | Shiro kiszabadulása   | Chris Palmer       | Tim Hedrick      | 2017. január 20. | 2018. április 19. |
| 17. | 4.  | Greening the Cube       | A varázskocka         | Eugene Lee         | Lars Kenseth     | 2017. január 20. | 2018. április 20. |
| 18. | 5.  | Eye of the Storm        | A vihar szeme         | Steve In-Chang Ahn | Joshua Hamilton  | 2017. január 20. | 2018. április 21. |
| 19. | 6.  | The Ark of Taujeer      | A taujeer-i bárka     | Chris Palmer       | Mark Bemesderfer | 2017. január 20. | 2018. április 22. |
| 20. | 7.  | Space Mall              | Űrpláza               | Eugene Lee         | Tim Hedrick      | 2017. január 20. | 2018. április 23. |
| 21. | 8.  | The Blade of Marmora    | Marmora Pengéje       | Steve In-Chang Ahn | Mark Bemesderfer | 2017. január 20. | 2018. április 24. |
| 22. | 9.  | The Belly of the Weblum | A Weblum bendője      | Chris Palmer       | Joshua Hamilton  | 2017. január 20. | 2018. április 25. |
| 23. | 10. | Escape from Beta Traz   | Szökés a Béta Trazról | Eugene Lee         | Mitch Iverson    | 2017. január 20. | 2018. április 26. |
| 24. | 11. | Stayin' Alive           | Életben maradni       | Steve In-Chang Ahn | May Chan         | 2017. január 20. | 2018. április 27. |
| 25. | 12. | Best Laid Plans         | Csalóka terv          | Chris Palmer       | Joshua Hamilton  | 2017. január 20. | 2018. április 28. |
| 26. | 13. | Blackout                | Áramszünet            | Eugene Lee         | Tim Hedrick      | 2017. január 20. | 2018. április 29. |

### 3. évad (2017)
| #   | #  | Eredeti cím           | Magyar cím           | Rendezte           | Írta            | Eredeti premier    | Magyar premier    |
| --- | -- | --------------------- | -------------------- | ------------------ | --------------- | ------------------ | ----------------- |
| 27. | 1. | Changing of the Guard | Őrségváltás          | Steve In-Chang Ahn | Tim Hedrick     | 2017. augusztus 4. | 2018. október 8.  |
| 28. | 2. | Red Paladin           | A vörös lovag        | Chris Palmer       | May Chan        | 2017. augusztus 4. | 2018. október 9.  |
| 29. | 3. | The Hunted            | Űző és üldözött      | Eugene Lee         | Joshua Hamilton | 2017. augusztus 4. | 2018. október 10. |
| 30. | 4. | Hole in the Sky       | Rés az égbolton      | Chris Palmer       | Tim Hedrick     | 2017. augusztus 4. | 2018. október 11. |
| 31. | 5. | The Journey           | Az utazás            | Steve In-Chang Ahn | Joshua Hamilton | 2017. augusztus 4. | 2018. október 12. |
| 32. | 6. | Tailing a Comet       | Egy üstökös nyomában | Chris Palmer       | Mitch Iverson   | 2017. augusztus 4. | 2018. október 13. |
| 33. | 7. | The Legend Begins     | A legenda eredete    | Eugene Lee         | Tim Hedrick     | 2017. augusztus 4. | 2018. október 14. |

### 4. évad (2017)
| #   | #  | Eredeti cím       | Magyar cím           | Rendezte           | Írta            | Eredeti premier   | Magyar premier    |
| --- | -- | ----------------- | -------------------- | ------------------ | --------------- | ----------------- | ----------------- |
| 34. | 1. | Code of Honor     | Becsületkódex        | Eugene Lee         | Tim Hedrick     | 2017. október 13. | 2018. október 15. |
| 35. | 2. | Reunion           | Találkozás           | Steve In-Chang Ahn | Mitch Iverson   | 2017. október 13. | 2018. október 16. |
| 36. | 3. | Black Site        | A sötétség lelőhelye | Steve In-Chang Ahn | Tim Hedrick     | 2017. október 13. | 2018. október 17. |
| 37. | 4. | The Voltron Show! | Voltron-show         | Chris Palmer       | Joshua Hamilton | 2017. október 13. | 2018. október 18. |
| 38. | 5. | Begin the Blitz   | A hadművelet         | Eugene Lee         | Rocco Pucillo   | 2017. október 13. | 2018. október 19. |
| 39. | 6. | A New Defender    | Az új védelmező      | Steve In-Chang Ahn | Tim Hedrick     | 2017. október 13. | 2018. október 20. |

### 5. évad (2018)
| #   | #  | Eredeti cím  | Magyar cím     | Rendezte           | Írta             | Eredeti premier  | Magyar premier    |
| --- | -- | ------------ | -------------- | ------------------ | ---------------- | ---------------- | ----------------- |
| 40. | 1. | The Prisoner | A fogoly       | Chris Palmer       | Eugene Son       | 2018. március 2. | 2018. október 21. |
| 41. | 2. | Blood Duel   | Véres viadal   | Eugene Lee         | Joshua Hamilton  | 2018. március 2. | 2018. október 22. |
| 42. | 3. | Postmortem   | A halál után   | Steve In-Chang Ahn | Todd Ludy        | 2018. március 2. | 2018. október 23. |
| 43. | 4. | Kral Zera    | Kral Zera      | Chris Palmer       | Mitch Iverson    | 2018. március 2. | 2018. október 24. |
| 44. | 5. | Bloodlines   | Vérvonalak     | Eugene Lee         | Mark Bemesderfer | 2018. március 2. | 2018. október 25. |
| 45. | 6. | White Lion   | Fehér oroszlán | Steve In-Chang Ahn | Tim Hedrick      | 2018. március 2. | 2018. október 26. |

### 6. évad (2018)
| #   | #  | Eredeti cím               | Magyar cím                 | Rendezte               | Írta               | Eredeti premier  | Magyar premier    |
| --- | -- | ------------------------- | -------------------------- | ---------------------- | ------------------ | ---------------- | ----------------- |
| 46. | 1. | Omega Shield              | Omega pajzs                | Chris Palmer           | Mitch Iverson      | 2018. június 15. | 2018. október 27. |
| 47. | 2. | Razor's Edge              | Borotvaél                  | Eugene Lee             | Joshua Hamilton    | 2018. június 15. | 2018. október 28. |
| 48. | 3. | Monsters & Mana           | Szörnyek és bűverő         | Steve In-Chang Ahn     | Mitch Iverson      | 2018. június 15. | 2018. október 29. |
| 49. | 4  | The Colony                | A kolónia                  | Chris Palmer           | Mark Bemesfelder   | 2018. június 15. | 2018. október 30. |
| 50. | 5. | The Black Paladins        | A fekete lovagok           | Eugene Lee             | Joaquim Dos Santos | 2018. június 15. | 2018. október 31. |
| 51. | 6. | All Good Things           | Minden jó dolog            | Steve In-Chang Ahn     | Joshua Hamilton    | 2018. június 15. | 2018. november 1. |
| 52. | 7. | Defender of All Universes | Minden világok védelmezője | Rie Koga, Chris Palmer | Tim Hedrick        | 2018. június 15. | 2018. november 2. |

### 7. évad (2018)
| #   | #   | Eredeti cím           | Magyar cím                      | Rendezte      | Írta                    | Eredeti premier     | Magyar premier     |
| --- | --- | --------------------- | ------------------------------- | ------------- | ----------------------- | ------------------- | ------------------ |
| 53. | 1.  | A Little Adventure    | Egy kis kaland                  | Eugene Lee    | May Chan, Mitch Iverson | 2018. augusztus 10. | 2019. október 28.  |
| 54. | 2.  | The Road Home         | Út hazafelé                     | Michael Chang | Joshua Hamilton         | 2018. augusztus 10. | 2019. október 28.  |
| 55. | 3.  | The Way Forward       | Az út előre                     | Rie Koga      | Mark Bemesderfer        | 2018. augusztus 10. | 2019. október 28.  |
| 56. | 4.  | The Feud!             | Vetélkedő                       | Eugene Lee    | Tim Hedrick             | 2018. augusztus 10. | 2019. október 29.  |
| 57. | 5.  | The Ruins             | Romváros                        | Michael Chang | Mitch Iverson           | 2018. augusztus 10. | 2019. október 29.  |
| 58. | 6.  | The Journey Within    | Belső utazás                    | Eugene Lee    | Tim Hedrick             | 2018 augusztus 10.  | 2019. október 29.  |
| 59. | 7.  | The Last Stand Part 1 | Az utolsó állás, 1. rész        | Rie Koga      | Joshua Hamilton         | 2018. augusztus 10. | 2019. október 30.  |
| 60. | 8.  | The Last Stand Part 2 | Az utolsó állás, 2. rész        | Michael Chang | Mitch Iverson           | 2018. augusztus 10. | 2019. október 30.  |
| 61. | 9.  | Know Your Enemy       | Ismerd meg az ellenséged!       | Rie Koga      | Joshua Hamilton         | 2018. augusztus 10. | 2019. október 30.  |
| 62. | 10. | Heart of the Lion     | Oroszlánszív                    | Eugene Lee    | Rocco Pucillo           | 2018. augusztus 10. | 2019. október 31.  |
| 63. | 11. | Trial By Fire         | Tűzpróba                        | Michael Chang | Joshua Hamilton         | 2018. augusztus 10. | 2019. október 31.  |
| 64. | 12. | Lions' Pride Part 1   | Az oroszlán büszkesége, 1. rész | Rie Koga      | Mitch Iverson           | 2018. augusztus 10. | 2019. október 31.  |
| 65. | 13. | Lions' Pride Part 2   | Az oroszlán büszkesége, 2. rész | Eugene Lee    | Joshua Hamilton         | 2018. augusztus 10. | 2019. november 12. |

### 8. évad (2018)
| #   | #   | Eredeti cím              | Magyar cím                 | Rendezte      | Írta                                  | Eredeti premier    | Magyar premier    |
| --- | --- | ------------------------ | -------------------------- | ------------- | ------------------------------------- | ------------------ | ----------------- |
| 66. | 1.  | Launch Date              | Az indulás napja           | Michael Chang | Lauren Montgomery                     | 2018. december 14. | 2019. november 1. |
| 67. | 2.  | Shadows                  | Árnyak                     | Rie Koga      | Mitch Iverson                         | 2018. december 14. | 2019. november 1. |
| 68. | 3.  | The Prisoner's Dilemma   | A fogoly kételye           | Eugene Lee    | Erik Bogh                             | 2018. december 14. | 2019. november 2. |
| 69. | 4.  | Battle Scars             | Harci hegek                | Michael Chang | Joshua Hamilton                       | 2018. december 14. | 2019. november 3. |
| 70. | 5.  | The Grudge               | Harag                      | Rie Koga      | Rocco Pucillo                         | 2018. december 14. | 2019. november 4. |
| 71. | 6.  | Genesis                  | Eredet                     | Eugene Lee    | Mitch Iverson                         | 2018. december 14. | 2019. november 4. |
| 72. | 7.  | Day Forty-Seven          | A 47. nap                  | Michael Chang | Joshua Hamilton                       | 2018. december 14. | 2019. november 4. |
| 73. | 8.  | Clear Day                | A tisztaság napja          | Rie Koga      | Erik Bogh                             | 2018. december 14. | 2019. november 5. |
| 74. | 9.  | Knights of Light Part 1  | A fény lovagjai, 1. rész   | Eugene Lee    | Mitch Iverson                         | 2018. december 14. | 2019. november 5. |
| 75. | 10. | Knights of Lights Part 2 | A fény lovagjai, 2. rész   | Michael Chang | Erik Bogh                             | 2018. december 14. | 2019. november 5. |
| 76. | 11. | Uncharted Regions        | Feltérképezetlen területek | Rie Koga      | Joshua Hamilton                       | 2018. december 14. | 2019. november 6. |
| 77. | 12. | The Zenith               | A Zenit                    | Eugene Lee    | Joshua Hamilton                       | 2018. december 14. | 2019. november 6. |
| 78. | 13. | The End is the Beginning | A vég az új kezdet         | Michael Chang | Joaquim Dos Santos, Lauren Montgomery | 2018. december 14. | 2019. november 6. |

## Rövidfilmek
A DreamWorksTV YouTube-csatornáján bemutattak néhány rövidfilmet amolyan karakter vlog stílusban.
| #  | Eredeti cím           | Rendezte    | Írta                 | Eredeti premier      |
| -- | --------------------- | ----------- | -------------------- | -------------------- |
| 1. | Voltron Vlogs: Coran  | TBA         | TBA                  | 2017. szeptember 14. |
| 2. | Voltron Vlogs: Keith  | TBA         | TBA                  | 2017. szeptember 21. |
| 3. | Voltron Vlogs: Allura | TBA         | TBA                  | 2017. szeptember 28. |
| 4. | Voltron Vlogs: Lance  | TBA         | TBA                  | 2017. november 9.    |
| 5. | Voltron Vlogs: Pidge  | TBA         | TBA                  | 2017. november 16.   |
| 6. | Voltron Vlogs: Hunk   | TBA         | TBA                  | 2017. november 23.   |
| 7. | Voltron Vlogs: Shiro  | Jo Seung Gu | Josh Cobb, Erik Bogh | 2018. július 11.     |